# إيليان يوردانوف
إيليان يوردانوف (بالبلغارية: Илиян Йорданов)‏ هو لاعب كرة قدم بلغاري في مركز الوسط، ولد في 3 أبريل 1989 في بلوفديف في بلغاريا. لعب مع دينيزلي سبور وليفسكي صوفيا ونادي بوتيف بلوفديف ونادي لوكوموتيف بلوفديف.

## وصلات خارجية
- إيليان يوردانوف على موقع اتحاد تركيا (لاعب) (الإنجليزية)
- إيليان يوردانوف على موقع قاعدة بيانات كرة القدم.إي يو (الإنجليزية)
- إيليان يوردانوف على موقع Soccerway.com (الإنجليزية)
- إيليان يوردانوف على موقع عالم كرة القدم.نت (الإنجليزية)